# اوریاک -لگلیز
اوریاک -لگلیز (به فرانسوی: Auriac-l'Église) یک کمون در فرانسه است که در canton of Massiac واقع شده‌است. اوریاک -لگلیز ۱۹٫۷۳ کیلومتر مربع مساحت دارد ۶۵۰ متر بالاتر از سطح دریا واقع شده‌است.